# Ordine di Olga
L'Ordine di Olga (in tedesco: Olgasorden) fu un ordine cavalleresco creato nell'ambito del Regno del Württemberg.

## Storia
L'Ordine di Olga venne fondato da re Carlo I di Württemberg il 27 giugno 1871 in onore della regina consorte sua moglie, la granduchessa Ol'ga Nikolaevna Romanova.
Esso si distinse soprattutto per essere un ordine a carattere prevalentemente femminile, dedicato a quante si fossero distinte nella cura dei soldati feriti della guerra franco-prussiana del 1870–1871. Venne d'altro canto concesso anche ad alcuni uomini.

## Insegne
- L'insegna consiste in una croce patente d'argento smaltata di bianco, con al centro un medaglione bianco recante in oro le cifre raffrontate di re Carlo e della regina Olga ("C" e "O") e sul retro, la data del conferimento "1870-1871". L'emblema ha un nastro rosso e nero. Gli uomini, incluso il re che ne era automaticamente insignito, portavano una medaglia a bottone all'occhiello della giacca, mentre le dame erano solite portare l'onorificenza sulla parte sinistra del petto.

Nel 1889 venne creata una medaglia molto simile a quella dell'Ordine, col nome di "Medaglia di Carlo e Olga" per ricompensare i servigi degli aderenti alla Croce Rossa internazionale, anche se tale medaglia non deve essere confusa con quelle emanate per decreto dall'Ordine (anche se venne conferita in prevalenza a donne, il che fu però del tutto casuale).

## Fonti
- Tagore, Rajah Sir Sourindro Mohun. The Orders of Knighthood, British and Foreign. Calcutta, India: The Catholic Orphan Press, 1884